# لوروا تومسون (لاعب كرة قدم أمريكية)
لوروا تومسون (بالإنجليزية: Leroy Thompson)‏ هو لاعب كرة قدم أمريكية أمريكي، ولد في 3 فبراير 1968 في نوكسفيل في الولايات المتحدة.

## وصلات خارجية
- لوروا تومسون على موقع مرجع كرة القدم المحترفة.كوم (الإنجليزية)